# 三支香
三支香（又稱青衣山）是香港的一座山峰，位於新界青衣南部，由一排三個峰組成，海拔334米。長青隧道和南灣隧道均穿越山下，連接青衣的東西部。

## 概況
三支香（又稱青衣山）是香港的一座山峰，位於新界青衣南部，三峰包括：北峰-大山尾(Tai Shan Mei)，中峰-大山頂(Tai Shan Teng)，南峰-南灣山(Chung Hua Peak)。遠眺酷似三支香並列一排，所以又名三支香。青衣山於古代地理有另一種意思，就是指海上的山，即青衣島的意思。
青衣山面積佔青衣島一大半，與本島西北方的寮肚山（青欣山）之間有一個山拗，上建有青衣西路。三支香三個峰由北向南矮至高排列，最高的南峰有334米。該山三面環海，山頂上可以看到整個維多利亞港西邊的部分，東北面可看到整個荃灣新市鎮。
三支香已經有鋪好的山路給人行走，路況良好的徒步路線吸引不少行山客，所以亦是行山的熱門路綫。不過政府暫時並未有發展三支香的計劃，所以尚沒有行車道路上山。不過有長青隧道和南灣隧道均穿越山下，連接青衣的東西部。前者就在北峰底部，而後者則穿越三個峰底。
三支香在青衣島有其特殊作用，就是作為天然屏風。由於青衣新市鎮發展全集中於東北角，而西邊跟南邊都有很多大型油庫以及不少重工業，萬一有發生重大事故，三支香則成天然屏風似的可把兩區分隔開，以免造成嚴重的人命傷亡。

## 北峰-大山尾

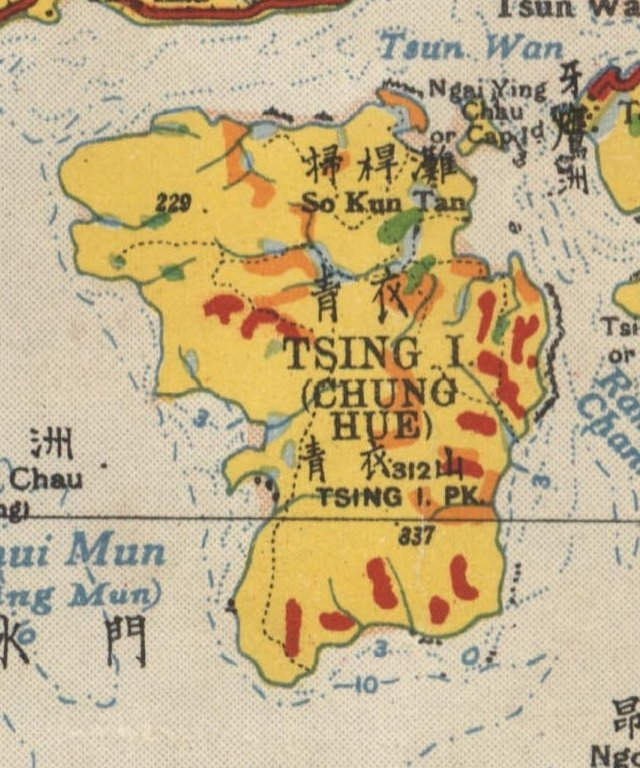
青衣山（TSING I. PK.）位於青衣（TSING I.）南面（1936年的地圖）。

大山尾(英文：Tai Shan Mei) 為三枝香北峰，三峰之中最矮，海拔261米。三支香的北峰是青衣原居民的山地，只可給島上原居民葬於此。該山地大多在三支香的東北面較高的地方。山峰東北較低的地方（細山）設有配水庫，那裡很接近長青邨跟長康邨，長青巴士總站有車路通往上邊。另外還有一條山路，給人由美景花園取接近青康路的那一邊走上去。
北峰的峰頂有一個亭，亦有三角測量站。在這裡的東及東北方可看到整個青衣、荃灣和葵涌市區，西北方可看到寮肚山、馬灣海峽和青馬大橋，西方則可看到大嶼山和香港迪士尼樂園。
沿著山脊向南走就可到達中峰。

## 中峰-大山頂
大山頂 (英文:Tai Shan Teng) 為三枝香中峰，三峰之中次高，海拔310米。中峰的外貌像一個錐形。這裡有很多長年累月被侵蝕的大石。因為青衣是飛機升降赤鱲角機場的必經之路，所以民航處亦在石之間設立導航燈，民航處稱這裡為「六號山」。
中峰其實還可以從香港專業教育學院青衣分校旁的山路上山，這條山路可以到達中峰到北峰之間。山腰中間有一條涌，附近還有一些農民在耕作。
沿著山脊向南走可到達南峰。

## 南峰-南灣山
南灣山 (英文:Chung Hue Peak) 為三支香南峰，三峰之中最高，海拔333米。由於青衣島以前名為春花落，所以青衣山最高峰曾經被命名為春花山。它的山頂較平，最高點設有三角測量站。跟中峰一樣，同樣有導航燈警告飛機不要飛得太近。民航處稱這裡為「五號山」。
南峰南邊的山坡有難得一見的香港巴豆，這種巴豆自從1850年代在薄扶林發現之後就銷聲匿跡，一直沒有人再見過。後來在1997年，漁農署在這裡重新發現，現在劃為具特殊科學價值地點，保護這個物種。
南峰可以觀看到藍巴勒海峽和維多利亞港的景色。這裡亦可看到九龍半島、昂船洲、香港島、交椅洲、小交椅洲、坪洲、大嶼山、燈籠洲和馬灣等地。
它的東南山腳下是九號貨櫃碼頭，是葵青貨櫃碼頭一部分。
從南峰向西南方走可以沿行人路抵達五層樓。

## 參看
- 香港山峰